# Stiepan Rubanow
Stiepan Ujjanowicz Rubanow, ros. Степан Ульянович Рубанов (ur. 15 października?/28 października 1901 w Nowozybkowie, zm. 8 stycznia 1961) w Moskwie) – radziecki wojskowy, generał pułkownik lotnictwa, pilot.

## Życiorys
Urodził się w mieście Nowozybkow (obwód briański).
W 1919 roku wstąpił do Armii Czerwonej, od marca 1919 roku służył jako czerwonoarmista w pułku zapasowym Frontu Zachodniego w Homlu. W czerwcu 1920 roku został kursantem 23 Mohylewskiego kursu dowódców piechoty, w składzie oddziału złożonego z kursantów wziął udział w wojnie polsko-bolszewickiej na Froncie Zachodnim. Po ukończeniu kursu skierowany na kurs dowódców plutonów, a następnie wyższy kurs dowódców. 
Po jego ukończeniu w maju 1922 roku został pomocnikiem dowódcy oddziału karabinów maszynowych w 71 pułku strzeleckim, następnie we wrześniu 1923 roku został dowódcą plutonu w 6 Mińskim kursie dowódców, od września 1924 roku pełni służbę w 110 pułku strzeleckim, gdzie jest kolejno dowódcą plutonu, pomocnikiem szefa szkoły pułkowej, pełniącym obowiązki szefa szkoły pułkowej, dowódcą kompanii i pełniącym obowiązki dowódcy batalionu.
W maju 1928 roku przechodzi do lotnictwa, odbywa praktykę jako pilot-obserwator w 16 eskadrze 8 Brygady Lotniczej, po czym we wrześniu zostaje skierowany do 3 wojskowej szkoły pilotów i obserwatorów  im. Woroszyłowa w Orenburgu. Po jej ukończeniu we wrześniu 1929 został pilotem-obserwatorem w 55 ciężkiej eskadrze 3 Brygady Lotniczej, a w maju 1931 roku został pomocnikiem szefa sztabu tej eskadry. W listopadzie 1931 został szefem sztabu 38 samodzielnego oddziału lotniczego Leningradzkiego Okręgu Wojskowego. W sierpniu 1933 roku został szefem sztabu 2 lekkiej eskadry szturmowej 250 Brygady Lotniczej Moskiewskiego OW, w tym czasie odbył kurs pilotażu i zdobył uprawnienia pilota wojskowego. W listopadzie 1938 roku został szefem sztabu 29 pułku lotnictwa myśliwskiego w składzie sił powietrznych 2 Samodzielnej Armii, a w styczniu 1939 roku został dowódcą 168 rezerwowego pułku lotniczego w składzie 2 Samodzielnej Armii.
W chwili ataku Niemiec na ZSRR pozostawał na stanowisku dowódcy 168 rezerwowego pułku lotniczego, a w sierpniu 1941 został dowódcą 96 Mieszanej Dywizji Lotniczej w składzie Frontu Dalekowschodniego. W okresie od stycznia do kwietnia 1942 roku był słuchaczem wyższego kursu dowódczego w Czkałowskiej Wojskowej Szkole Pilotów w Czkałowie. 
Po ukończeniu kursu w maju 1942 roku został zastępcą dowódcy 204 Dywizji Lotnictwa Bombowego 1 Armii Lotniczej w składzie Frontu Zachodniego, a w czerwcu 1942 roku został dowódcą 214 Dywizji Lotnictwa Szturmowego tej armii, wchodzącej w skład Frontu Zachodniego, a następnie Frontu Stalingradzkiego.
W kwietniu 1943 roku dywizja dowodzona przez niego zostaje przekazana do 4 Armii Lotniczej, która weszła w skład Frontu Północno-Kaukaskiego i wzięła udział w walkach obronnych na Kaukazie, a następnie w operacjach noworosyjsko-tamańskiej i kerczeńsko-eltigeńskiej. 
Od czerwca 1944 roku pełnił obowiązki dowódcy 1 Mieszanego Korpusu Lotniczego, będącego w rezerwie Naczelnego Dowództwa, a w lipcu 1944 roku ponownie został dowódcą 214 Dywizji Lotnictwa Szturmowego, którą włączono w skład 15 Armii Lotniczej 2 Frontu Nadbałtyckiego. Uczestniczyła ona w operacjach wojsk frontu w wyzwalaniu terytorium Estońskiej SRR (operacja nadbałtycka).
W kwietniu 1945 roku został dowódcą 8 Korpusu Lotnictwa Szturmowego wchodzącego w skład 8 Armii Lotniczej 4 Frontu Ukraińskiego, a następnie w maju 3 Mińskiego Korpusu Lotnictwa Szturmowego  w składzie 2 Armii Lotniczej 1 Frontu Ukraińskiego. Dowodząc tymi korpusami wziął udział w operacjach tych frontów: operacji morawsko-ostrawskiej i praskiej.
Po zakończeniu II wojny światowej pozostał nadal dowódcą 3 Mińskiego Korpusu Lotnictwa Szturmowego, który wszedł w skład Centralnej Grupy Wojsk. W maju 1946 roku został dowódcą 5 Armii Lotniczej wchodzącej w skład Odeskiego Okręgu Wojskowego, we wrześniu 1947 roku został dowódcą 2 Armii Lotniczej wchodzącej w skład Centralnej Grupy Wojsk. Następnie uczył się w Wyższej Akademii Wojskowej im. K.J. Woroszyłowa, którą ukończył w 1951 roku i od sierpnia 1951 roku pełnił obowiązki dowódcy 26 Armii Lotniczej Białoruskiego Okręgu Wojskowego. W czerwcu 1953 roku został dowódcą sił powietrznych Moskiewskiego OW i funkcję tę pełnił do lipca 1959 roku, kiedy został przeniesiony do rezerwy.
Po przeniesieniu do rezerwy mieszkał w Moskwie, gdzie zmarł. Pochowany został na cmentarzu Nowodziewiczym.

## Awanse
- generał major (Генерал-майор) (28.05.1943 – rozkaz nr 602)
- generał porucznik (Генерал-лейтенант) (11.05.1949 – rozkaz nr 1880)
- generał pułkownik (Генерал-полковник) (08.08.1955 – rozkaz nr 1449)

## Odznaczenia
- Order Lenina (21.02.1945)[1]
- Order Czerwonego Sztandaru (czterokrotnie – 13.04.1943[2], 09.11.1943[3], 03.11.1944[4], 1949)
- Order Suworowa II st. (27.06.1945)[5]
- Order Kutuzowa II st. (29.07.1944)[6]
- Order Aleksandra Newskiego (22.06.1944)[7]
- Order Wojny Ojczyźnianej I st. (26.07.1943)[8]
- Medal „Za obronę Stalingradu”
- Medal „Za obronę Kaukazu” (13.12.1944)[9]
- Medal „Za zwycięstwo nad Niemcami w Wielkiej Wojnie Ojczyźnianej 1941–1945”
- Medal jubileuszowy „XX lat Robotniczo-Chłopskiej Armii Czerwonej” (1938)
- Medal jubileuszowy „30 lat Armii Radzieckiej i Floty”
- Medal jubileuszowy „40 lat Sił Zbrojnych ZSRR”